# Mieścisko
Mieścisko (em alemão: Markstädt) é um município no centro-oeste da Polônia. Pertence à voivodia de Grande Polônia, no condado de Wągrowiec. É a sede da comuna urbano-rural de Mieścisko, às margens do rio Wełna.
Estende-se por uma área de 11,3 km², com 2 362 habitantes, segundo o censo de 31 de dezembro de 2021, com uma densidade populacional de 209 hab./km².
Mieścisko recebeu o foral de cidade em 24 de junho de 1474. Como uma cidade real pertencente ao estarostado de Mieścisko, estava localizada, no final do século XVI, no condado de Gniezno da voivodia de Kalisz. Rebaixada à condição de vila em 13 de junho de 1934, com a reforma administrativa da Segunda República Polonesa, tornando-se temporariamente uma comuna rural unitária. Em 1 de agosto de 1934, passou a fazer parte da recém-criada comuna coletiva de Mieścisko, no condado de Wągrowiec, nos limites da qual se tornou uma gromada (o então equivalente a um sołectwo). De 1934 a 1954, foi a sede da comuna rural de Mieścisko, de 1954 a 1972 da gromada de Mieścisko, e, a partir de 1973, da comuna reativada de Mieścisko. De 1975 a 1998, pertenceu administrativamente à voivodia de Poznań. Em 1 de janeiro de 2024, recuperou a condição de cidade.
Em Mieścisko, há uma escola primária e um jardim de infância, uma biblioteca pública, um cinema, além de um consultório médico, uma farmácia, um correio, uma delegacia de polícia e vários estabelecimentos comerciais e de alimentação. Um dos maiores fabricantes nacionais de cosméticos, produtos químicos domésticos e embalagens plásticas, a Serpol Cosmetics, tem sua sede em Mieścisko, empregando quase 700 pessoas, o que a torna uma das maiores empregadoras da região. Na área de Mieścisko, há uma extinta estação ferroviária.

## História
Em 24 de junho de 1474, o rei Casimiro IV Jagelão concedeu a Mieścisko a Lei de Magdeburgo. Ela foi confirmada pelos seguintes reis: Estêvão Batory (12 de janeiro de 1578), João II Casimiro (9 de fevereiro de 1668), João III Sobieski (7 de junho de 1681) e Augusto II (26 de janeiro de 1716). Em 1934, Mieścisko foi privada de seus direitos municipais, que readquiriu em 1 de janeiro de 2024.

## Monumentos históricos
- Igreja de São Miguel Arcanjo de 1875–1876[14]
- Complexo de prédios dos séculos XIX e XX

## Galeria

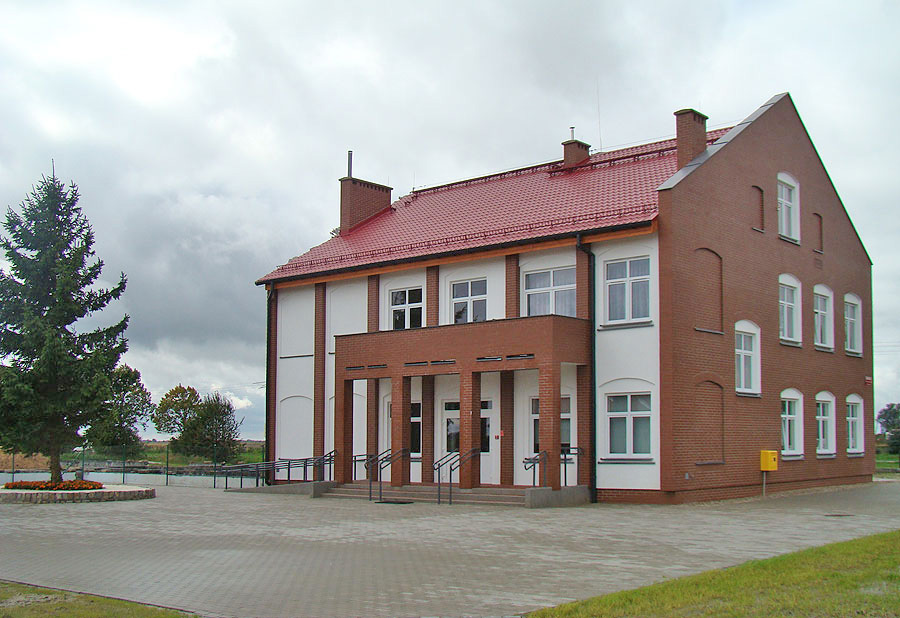
Prédio da escola de ensino médio Revolta da Grande Polônia
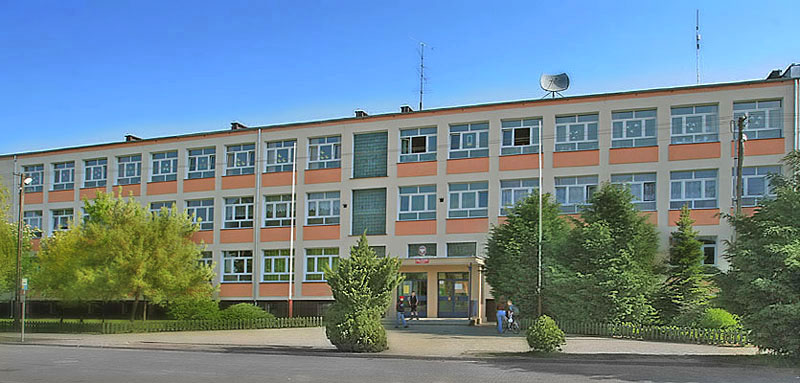
Edifício da escola primária Stefan Czarniecki
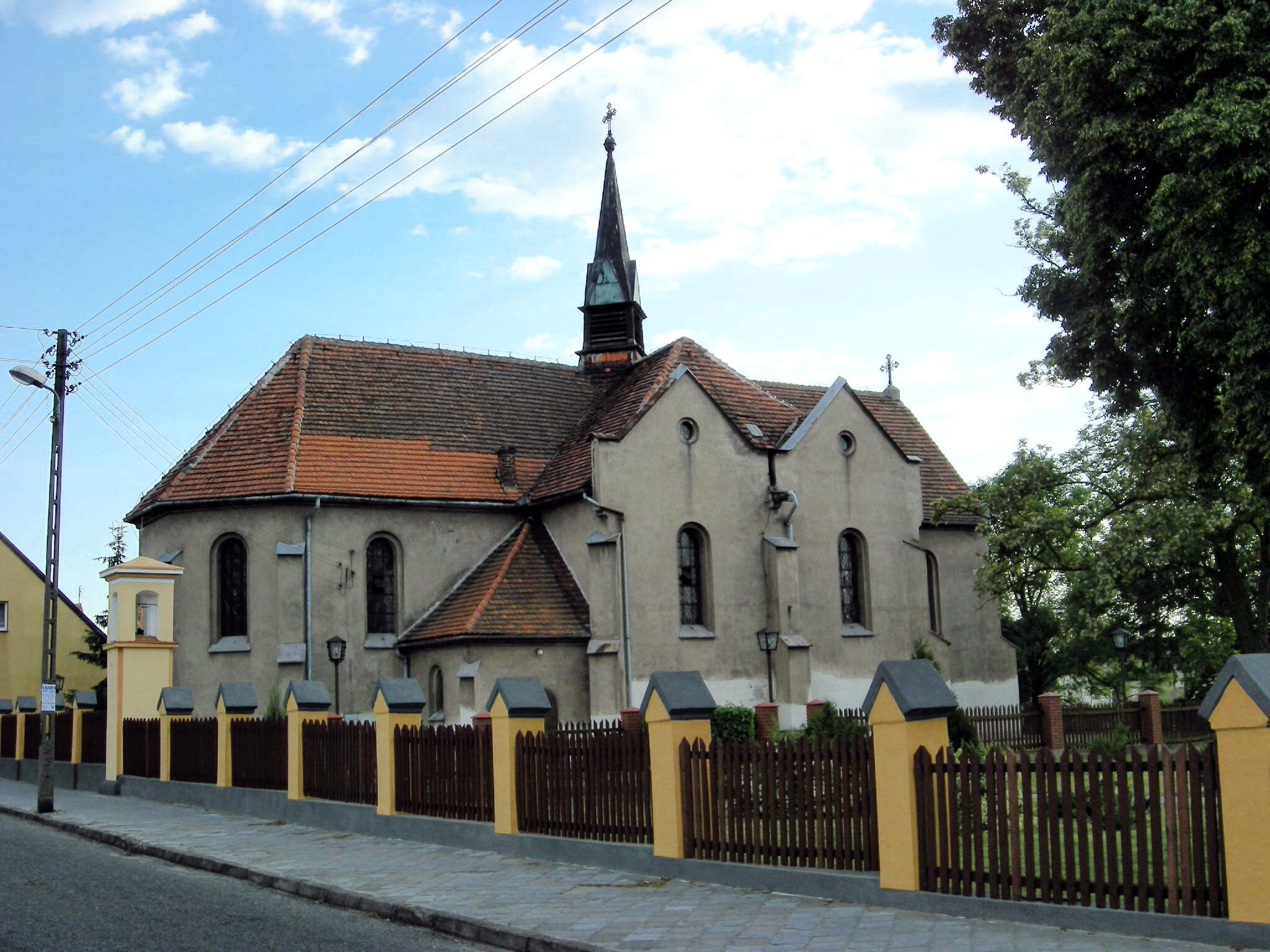
Igreja de São Miguel Arcanjo